# Estadio Florentino Oropeza
Het Estadio Florentino Oropeza is een multifunctioneel stadion in San Felipe, een stad in Venezuela. 
Het stadion wordt vooral gebruikt voor voetbalwedstrijden, de voetbalclub Yaracuyanos F.C. maakt gebruik van dit stadion. In het stadion is plaats voor 10.000 toeschouwers. 